# Volker Enß
Volker Enß (*  27. Oktober 1942 in Kassel) ist ein deutscher mathematischer Physiker. Er war Hochschullehrer an der RWTH Aachen.

## Leben
Enß begann an der Albert-Ludwigs-Universität Freiburg Physik zu studieren. Wie Jörg Haasters wurde er 1962 im Corps Palatia-Guestphalia aktiv. Als Inaktiver wechselte er an die Universität Hamburg. Mit einer Doktorarbeit bei Rudolf Haag wurde er 1974 zum Dr. rer. nat. promoviert. Nach Anstellungen an der Ruhr-Universität Bochum und der Freien Universität Berlin übernahm er den Lehrstuhl für Reine und Angewandte Mathematik an der RWTH Aachen. Enß ist insbesondere für seine Beiträge zum Beweis der asymptotischen Vollständigkeit in der quantenmechanischen Streutheorie. Er entwickelte geometrische Methoden, die unter anderem asymptotische Vollständigkeit für das Dreikörper-Streuproblem bewiesen.

## Schriften
- Asymptotic completeness for quantum mechanical potential scattering. I. Short range potentials, Comm. Math. Phys. 61 (1978), no. 3, 285–291. Project Euclid, Teil 2: Singular and long range potentials, Annals of Physics, Band 119, 1979, S. 117–132
- A note on Hunziker`s theorem, Comm. Math. Phys., Band 52, 1977, S. 233–238
- Asymptotic observables on scattering states, Comm. Math. Phys., Band 89, 1981, S. 245–268
- Geometrical methods in spectral and scattering theory of Schrödinger operators, in: G. Velo, A. S. Wightman, Rigorous Atomic and Molecular Physics, Plenum Press 1981, S. 7–69
- Completeness of three body quantum scattering, in: P. Blanchard, L. Streit (Hrsg.), Dynamics and Processes, LN Math. 1031, Springer 1983, S. 62–88
- Topics in scattering theory for multiparticle quantum mechanics, a progress report, Physica A, Band 124, 1984, S. 269–292
- Quantum scattering theory of two and three body systems with potentials of short and long range, in S. Graffi, Schrödinger Operators, LN Math. 1159, Springer 1985
- mit Ricardo Weder, The geometrical approach to multidimensional inverse scattering, J. Math. Phys. 36 (1995), no. 8, 3902–3921.